# Wereldbeker snowboarden 2016/2017
De wereldbeker snowboarden 2016/2017 (officieel: FIS World Cup Snowboard 2016/2017) begon op 12 november 2016 in het Italiaanse Milaan en eindigde op 26 maart 2017 in het Zwitserse Veysonnaz.

## Mannen

### Uitslagen
Legenda
- PGS = Parallelreuzenslalom
- PSL = Parallelslalom
- SBX = Snowboardcross
- HP = Halfpipe
- SBS = Slopestyle
- BA = Big air

| Datum | Plaats               | Onderdeel  | Eerste                                           | Tweede                                              | Derde                                             |
| --- | -------------------- | ---------- | ------------------------------------------------ | --------------------------------------------------- | ------------------------------------------------- |
| 12/11/2016 | Milaan               | BA         | Marcus Kleveland                                 | Seppe Smits                                         | Mark McMorris                                     |
| 26/11/2016 | Alpensia             | BA         | Mark McMorris                                    | Maxence Parrot                                      | Ryan Stassel                                      |
| 03/12/2016 | Mönchengladbach      | BA         | Roope Tonteri                                    | Jonas Bösiger                                       | Billy Morgan                                      |
| 15/12/2016 | Carezza              | PGS        | Benjamin Karl                                    | Andrej Sobolev                                      | Radoslav Jankov                                   |
| 16/12/2016 | Copper Mountain      | HP         | Patrick Burgener                                 | Iouri Podladtchikov                                 | Chase Josey                                       |
| 17/12/2016 | Copper Mountain      | BA         | Maxence Parrot                                   | Sébastien Toutant                                   | Ryan Stassel                                      |
| 17/12/2016 | Cortina d'Ampezzo    | PSL        | Andrej Sobolev                                   | Roland Fischnaller                                  | Benjamin Karl                                     |
| 16/12/2016 | Montafon             | SBX        | Hagen Kearney                                    | Omar Visintin                                       | Alex Pullin                                       |
| 18/12/2016 | Montafon             | SBX (team) | Spanje I Regino Hernández Lucas Eguibar          | Italië I Omar Visintin Emanuel Perathoner           | Verenigde Staten II Alex Deibold Nick Baumgartner |
| 07/01/2017 | Moskou               | BA         | Vladislav Chadarin                               | Antoine Truchon                                     | Fridtjof Tischendorf                              |
| 10/01/2017 | Bad Gastein          | PSL        | Christoph Mick                                   | Kaspar Flütsch                                      | Andreas Prommegger                                |
| 14/01/2017 | Kreischberg          | SBS        | Mons Røisland                                    | Ryan Stassel                                        | Redmond Gerard                                    |
| 20/01/2017 | Laax                 | SBS        | Maxence Parrot                                   | Mark McMorris                                       | Tyler Nicholson                                   |
| 21/01/2017 | Laax                 | HP         | Chase Josey                                      | Scotty James                                        | Iouri Podladtchikov                               |
| 21/01/2017 | Solitude             | SBX        | Alessandro Hämmerle                              | Omar Visintin                                       | Alex Deibold                                      |
| 22/01/2017 | Solitude             | SBX (team) | Italië I Luca Matteotti Emanuel Perathoner       | Oostenrijk II Julian Lüftner Lukas Pachner          | Verenigde Staten I Nate Holland Alex Deibold      |
| 27/01/2017 | Seiser Alm           | SBS        | Seppe Smits                                      | Jamie Nicholls                                      | Sebbe De Buck                                     |
| 28/01/2017 | Rogla                | PGS        | Nevin Galmarini                                  | Radoslav Jankov                                     | Žan Košir                                         |
| 04/02/2017 | Mammoth              | SBS        | Redmond Gerard                                   | Kyle Mack                                           | Dylan Thomas                                      |
| 05/02/2017 | Mammoth              | HP         | Shaun White                                      | Ryan Wachendorfer                                   | Louie Vito                                        |
| 03/02/2017 | Bansko               | PGS        | Radoslav Jankov                                  | Nevin Galmarini                                     | Benjamin Karl                                     |
| 04/02/2017 | Bansko               | SBX        | Alessandro Hämmerle                              | Pierre Vaultier                                     | Baptiste Brochu                                   |
| 05/02/2017 | Bansko               | PGS        | Sylvain Dufour                                   | Radoslav Jankov                                     | Stefan Baumeister                                 |
| 11/02/2016 | Quebec               | BA         | Mark McMorris                                    | Maxence Parrot                                      | Anton Mamajev                                     |
| 12/02/2017 | Quebec               | SBS        | Sébastien Toutant                                | Mark McMorris                                       | Marcus Kleveland                                  |
| 11/02/2017 | Feldberg             | SBX        | Pierre Vaultier                                  | Lucas Eguibar                                       | Omar Visintin                                     |
| 12/02/2017 | Feldberg             | SBX        | Alex Pullin                                      | Jarryd Hughes                                       | Alessandro Hämmerle                               |
| 12/02/2017 | Bokwang Phoenix Park | PGS        | Andreas Prommegger                               | Sebastian Kislinger                                 | Aaron March                                       |
| 19/02/2017 | Bokwang Phoenix Park | HP         | Scotty James                                     | Shaun White                                         | Zhang Yiwei                                       |
| 25/02/2017 | Moskou               | PGS        | Afgelast                                         | Afgelast                                            | Afgelast                                          |
| 26/02/2017 | Kazan                | SBX        | Afgelast                                         | Afgelast                                            | Afgelast                                          |
| 05/03/2017 | Kayseri              | PGS        | Andreas Prommegger                               | Lee Sang-ho                                         | Choi Bo-gun                                       |
| 05/03/2017 | La Molina            | SBX        | Pierre Vaultier                                  | Lukas Pachner                                       | Nick Baumgartner                                  |
| 9 tot en met 17 maart 2017: FIS wereldkampioenschappen snowboarden 2017 in Sierra Nevada (telt niet mee voor wereldbeker) |                      |            |                                                  |                                                     |                                                   |
| 18/03/2017 | Winterberg           | PSL        | Stefan Baumeister                                | Aaron March                                         | Alexander Payer                                   |
| 25/03/2017 | Špindlerův Mlýn      | SBS        | Chris Corning                                    | Fridtjof Tischendorf                                | Jamie Nicholls                                    |
| 25/03/2017 | Veysonnaz            | SBX        | Pierre Vaultier                                  | Alex Deibold                                        | Alex Pullin                                       |
| 26/03/2017 | Veysonnaz            | SBX (team) | Oostenrijk I Markus Schairer Alessandro Hämmerle | Verenigde Staten II Jonathan Cheever Mick Dierdorff | Canada I Christopher Robanske Kevin Hill          |

### Eindstanden
| Parallel (PSL/PGS) | Parallel (PSL/PGS) | Parallel (PSL/PGS) | Parallel (PSL/PGS) |
| #                  | Naam               | Land               | Punten             |
| ------------------ | ------------------ | ------------------ | ------------------ |
| 1                  | Andreas Prommegger | AUT                | 4500               |
| 2                  | Radoslav Jankov    | BUL                | 4310               |
| 3                  | Benjamin Karl      | AUT                | 3680               |
| 4                  | Nevin Galmarini    | SUI                | 3566,5             |
| 5                  | Lee Sang-ho        | KOR                | 3280               |
| 6                  | Aaron March        | ITA                | 2786               |
| 7                  | Stefan Baumeister  | GER                | 2680               |
| 8                  | Dario Caviezel     | SUI                | 2524               |
| 9                  | Mirko Felicetti    | ITA                | 2490               |
| 10                 | Christoph Mick     | ITA                | 2318,8             |

| Freestyle (BA/HP/SBS) | Freestyle (BA/HP/SBS) | Freestyle (BA/HP/SBS) | Freestyle (BA/HP/SBS) |
| #                     | Naam                  | Land                  | Punten                |
| --------------------- | --------------------- | --------------------- | --------------------- |
| 1                     | Mark McMorris         | CAN                   | 4200                  |
| 2                     | Maxence Parrot        | CAN                   | 3617,6                |
| 3                     | Seppe Smits           | BEL                   | 3320                  |
| 4                     | Redmond Gerard        | USA                   | 2900                  |
| 5                     | Scotty James          | AUS                   | 2700                  |
| 6                     | Ryan Stassel          | USA                   | 2520                  |
| 7                     | Sébastien Toutant     | CAN                   | 2415,2                |
| 8                     | Marcus Kleveland      | NOR                   | 2377,9                |
| 9                     | Chase Josey           | USA                   | 2360                  |
| 10                    | Chris Corning         | USA                   | 2279,4                |

| Slopestyle (SBS) | Slopestyle (SBS)  | Slopestyle (SBS) | Slopestyle (SBS) |
| #                | Naam              | Land             | Punten           |
| ---------------- | ----------------- | ---------------- | ---------------- |
| 1                | Redmond Gerard    | USA              | 2460             |
| 2                | Jamie Nicholls    | GBR              | 2040             |
| 3                | Mark McMorris     | CAN              | 1600             |
| 4                | Seppe Smits       | BEL              | 1526             |
| 5                | Brock Crouch      | USA              | 1410             |
| 6                | Tiarn Collins     | NZL              | 1290             |
| 7                | Sebastien Toutant | CAN              | 1240             |
| 8                | Mons Røisland     | NOR              | 1200             |
| 9                | Chris Corning     | USA              | 1119,4           |
| 10               | Torgeir Bergrem   | NOR              | 1036,4           |

| Parallelslalom (PSL) | Parallelslalom (PSL) | Parallelslalom (PSL) | Parallelslalom (PSL) |
| #                    | Naam                 | Land                 | Punten               |
| -------------------- | -------------------- | -------------------- | -------------------- |
| 1                    | Aaron March          | ITA                  | 1560                 |
| 2                    | Stefan Baumeister    | GER                  | 1440                 |
| 3                    | Christoph Mick       | ITA                  | 1410                 |
| 4                    | Roland Fischnaller   | ITA                  | 1350                 |
| 5                    | Andreas Prommegger   | AUT                  | 1200                 |
| 6                    | Alexander Payer      | AUT                  | 1110                 |
| 7                    | Kaspar Flütsch       | SUI                  | 1068                 |
| 8                    | Andrej Sobolev       | RUS                  | 1045                 |
| 9                    | Dario Caviezel       | SUI                  | 1010                 |
| 10                   | Vic Wild             | RUS                  | 960                  |

| Big Air (BA) | Big Air (BA)     | Big Air (BA) | Big Air (BA) |
| #            | Naam             | Land         | Punten       |
| ------------ | ---------------- | ------------ | ------------ |
| 1            | Mark McMorris    | CAN          | 2600         |
| 2            | Maxence Parrot   | CAN          | 2600         |
| 3            | Seppe Smits      | BEL          | 2190         |
| 4            | Roope Tonteri    | FIN          | 1768,8       |
| 5            | Ryan Stassel     | USA          | 1720         |
| 6            | Anton Mamajev    | RUS          | 1453,1       |
| 7            | Billy Morgan     | GBR          | 1450         |
| 8            | Marcus Kleveland | NOR          | 1417,9       |
| 9            | Jonas Bösiger    | SUI          | 1287         |
| 10           | Chris Corning    | USA          | 1178,8       |

| Snowboardcross (SBX) | Snowboardcross (SBX) | Snowboardcross (SBX) | Snowboardcross (SBX) |
| #                    | Naam                 | Land                 | Punten               |
| -------------------- | -------------------- | -------------------- | -------------------- |
| 1                    | Pierre Vaultier      | FRA                  | 4450                 |
| 2                    | Omar Visintin        | ITA                  | 3920                 |
| 3                    | Alessandro Hämmerle  | AUT                  | 3404,6               |
| 4                    | Alex Pullin          | AUS                  | 3390                 |
| 5                    | Hagen Kearney        | USA                  | 2580                 |
| 6                    | Alex Deibold         | USA                  | 2277,3               |
| 7                    | Jarryd Hughes        | AUS                  | 2068                 |
| 8                    | Kevin Hill           | CAN                  | 1732                 |
| 9                    | Nick Baumgartner     | USA                  | 1730                 |
| 10                   | Baptiste Brochu      | CAN                  | 1665                 |

| Parallelreuzenslalom (PGS) | Parallelreuzenslalom (PGS) | Parallelreuzenslalom (PGS) | Parallelreuzenslalom (PGS) |
| #                          | Naam                       | Land                       | Punten                     |
| -------------------------- | -------------------------- | -------------------------- | -------------------------- |
| 1                          | Andreas Prommegger         | AUT                        | 3630                       |
| 2                          | Radoslav Jankov            | BUL                        | 3300                       |
| 3                          | Benjamin Karl              | AUT                        | 2920                       |
| 4                          | Nevin Galmarini            | SUI                        | 2718,5                     |
| 5                          | Lee Sang-ho                | KOR                        | 2470                       |
| 6                          | Maurizio Bormolini         | ITA                        | 1735                       |
| 7                          | Sebastian Kislinger        | AUT                        | 1720                       |
| 8                          | Sylvain Dufour             | FRA                        | 1698                       |
| 9                          | Mirko Felicetti            | ITA                        | 1690                       |
| 10                         | Dario Caviezel             | SUI                        | 1514                       |

| Halfpipe (HP) | Halfpipe (HP)       | Halfpipe (HP) | Halfpipe (HP) |
| #             | Naam                | Land          | Punten        |
| ------------- | ------------------- | ------------- | ------------- |
| 1             | Scotty James        | AUS           | 2700          |
| 2             | Chase Josey         | USA           | 2360          |
| 3             | Shaun White         | USA           | 1930          |
| 4             | Iouri Podladtchikov | SUI           | 1660          |
| 5             | Patrick Burgener    | SUI           | 1610          |
| 6             | Gregory Bretz       | USA           | 1530          |
| 7             | Jake Pates          | USA           | 1170          |
| 8             | Ben Ferguson        | USA           | 1100          |
| 9             | Louie Vito          | USA           | 1050          |
| 10            | Zhang Yiwei         | CHN           | 1024          |

## Vrouwen

### Uitslagen
Legenda
- PGS = Parallelreuzenslalom
- PSL = Parallelslalom
- SBX = Snowboardcross
- HP = Halfpipe
- SBS = Slopestyle
- BA = Big air

| Datum | Plaats               | Onderdeel  | Eerste                                               | Tweede                                          | Derde                                     |
| --- | -------------------- | ---------- | ---------------------------------------------------- | ----------------------------------------------- | ----------------------------------------- |
| 12/11/2016 | Milaan               | BA         | Anna Gasser                                          | Hailey Langland                                 | Šárka Pančochová                          |
| 26/11/2016 | Alpensia             | BA         | Anna Gasser                                          | Julia Marino                                    | Katie Ormerod                             |
| 03/12/2016 | Mönchengladbach      | BA         | Anna Gasser                                          | Katie Ormerod                                   | Miyabi Onitsuka                           |
| 15/12/2016 | Carezza              | PGS        | Ina Meschik                                          | Ester Ledecká                                   | Alena Zavarzina                           |
| 16/12/2016 | Copper Mountain      | HP         | Chloe Kim                                            | Liu Jiayu                                       | Cai Xuetong                               |
| 17/12/2016 | Copper Mountain      | BA         | Jamie Anderson                                       | Enni Rukajärvi                                  | Klaudia Medlová                           |
| 17/12/2016 | Cortina d'Ampezzo    | PSL        | Ester Ledecká                                        | Daniela Ulbing                                  | Nadya Ochner                              |
| 16/12/2016 | Montafon             | SBX        | Belle Brockhoff                                      | Chloé Trespeuch                                 | Lindsey Jacobellis                        |
| 18/12/2016 | Montafon             | SBX (team) | Frankrijk I Nelly Moenne-Loccoz Chloé Trespeuch      | Italië I Raffaella Brutto Michela Moioli        | Frankrijk II Manon Petit Charlotte Bankes |
| 07/01/2017 | Moskou               | BA         | Katie Ormerod                                        | Anna Gasser                                     | Klaudia Medlová                           |
| 10/01/2017 | Bad Gastein          | PSL        | Daniela Ulbing                                       | Michelle Dekker                                 | Sabine Schöffmann                         |
| 14/01/2017 | Kreischberg          | SBS        | Anna Gasser                                          | Sina Candrian                                   | Silje Norendal                            |
| 20/01/2017 | Laax                 | SBS        | Enni Rukajärvi                                       | Anna Gasser                                     | Jamie Anderson                            |
| 21/01/2017 | Laax                 | HP         | Chloe Kim                                            | Arielle Gold                                    | Cai Xuetong                               |
| 21/01/2017 | Solitude             | SBX        | Eva Samková                                          | Michela Moioli                                  | Lindsey Jacobellis                        |
| 22/01/2017 | Solitude             | SBX (team) | Verenigde Staten I Lindsey Jacobellis Rosina Mancari | Frankrijk I Nelly Moenne-Loccoz Chloé Trespeuch | Italië I Raffaella Brutto Michela Moioli  |
| 27/01/2017 | Seiser Alm           | SBS        | Enni Rukajärvi                                       | Laurie Blouin                                   | Sina Candrian                             |
| 28/01/2017 | Rogla                | PGS        | Ester Ledecká                                        | Carolin Langenhorst                             | Ina Meschik                               |
| 04/02/2017 | Mammoth              | SBS        | Jamie Anderson                                       | Hailey Langland                                 | Julia Marino                              |
| 05/02/2017 | Mammoth              | HP         | Kelly Clark                                          | Haruna Matsumoto                                | Hannah Teter                              |
| 03/02/2017 | Bansko               | PGS        | Patrizia Kummer                                      | Julia Dujmovits                                 | Ladina Jenny                              |
| 04/02/2017 | Bansko               | SBX        | Belle Brockhoff                                      | Eva Samková                                     | Chloé Trespeuch                           |
| 05/02/2017 | Bansko               | PGS        | Alena Zavarzina                                      | Patrizia Kummer                                 | Tomoka Takeuchi                           |
| 11/02/2016 | Quebec               | BA         | Anna Gasser                                          | Julia Marino                                    | Zoi Sadowski-Synnott                      |
| 12/02/2017 | Quebec               | SBS        | Julia Marino                                         | Jamie Anderson                                  | Brooke Voigt                              |
| 11/02/2017 | Feldberg             | SBX        | Michela Moioli                                       | Belle Brockhoff                                 | Meryeta Odine                             |
| 12/02/2017 | Feldberg             | SBX        | Eva Samková                                          | Lindsey Jacobellis                              | Chloé Trespeuch                           |
| 12/02/2017 | Bokwang Phoenix Park | PGS        | Alena Zavarzina                                      | Patrizia Kummer                                 | Julie Zogg                                |
| 19/02/2017 | Bokwang Phoenix Park | HP         | Kelly Clark                                          | Liu Jiayu                                       | Cai Xuetong                               |
| 25/02/2017 | Moskou               | PGS        | Afgelast                                             | Afgelast                                        | Afgelast                                  |
| 26/02/2017 | Kazan                | SBX        | Afgelast                                             | Afgelast                                        | Afgelast                                  |
| 04/03/2017 | Kayseri              | PGS        | Ester Ledecká                                        | Tomoka Takeuchi                                 | Ramona Theresia Hofmeister                |
| 05/03/2017 | La Molina            | SBX        | Michela Moioli                                       | Eva Samková                                     | Chloé Trespeuch                           |
| 9 tot en met 17 maart 2017: FIS wereldkampioenschappen snowboarden 2017 in Sierra Nevada (telt niet mee voor wereldbeker) |                      |            |                                                      |                                                 |                                           |
| 18/03/2017 | Winterberg           | PSL        | Sabine Schöffmann                                    | Ester Ledecká                                   | Julia Dujmovits                           |
| 25/03/2017 | Špindlerův Mlýn      | SBS        | Zoi Sadowski-Synnott                                 | Spencer O'Brien                                 | Silvia Mittermüller                       |
| 25/03/2017 | Veysonnaz            | SBX        | Charlotte Bankes                                     | Eva Samková                                     | Michela Moioli                            |
| 26/03/2017 | Veysonnaz            | SBX (team) | Italië I Raffaella Brutto Michela Moioli             | Frankrijk I Nelly Moenne-Loccoz Chloé Trespeuch | Canada I Carle Brennenann Tess Critchlow  |

### Eindstanden
| Parallel (PSL/PGS) | Parallel (PSL/PGS)         | Parallel (PSL/PGS) | Parallel (PSL/PGS) |
| #                  | Naam                       | Land               | Punten             |
| ------------------ | -------------------------- | ------------------ | ------------------ |
| 1                  | Ester Ledecká              | CZE                | 4860               |
| 2                  | Alena Zavarzina            | RUS                | 4500               |
| 3                  | Patrizia Kummer            | SUI                | 4060               |
| 4                  | Sabine Schöffmann          | AUT                | 3470               |
| 5                  | Ina Meschik                | AUT                | 3260               |
| 6                  | Julia Dujmovits            | AUT                | 3170               |
| 7                  | Ramona Theresia Hofmeister | GER                | 3050               |
| 8                  | Daniela Ulbing             | AUT                | 2950               |
| 9                  | Claudia Riegler            | AUT                | 2890               |
| 10                 | Julie Zogg                 | SUI                | 2680               |

| Freestyle (BA/HP/SBS) | Freestyle (BA/HP/SBS) | Freestyle (BA/HP/SBS) | Freestyle (BA/HP/SBS) |
| #                     | Naam                  | Land                  | Punten                |
| --------------------- | --------------------- | --------------------- | --------------------- |
| 1                     | Anna Gasser           | AUT                   | 5800                  |
| 2                     | Jamie Anderson        | USA                   | 4210                  |
| 3                     | Julia Marino          | USA                   | 4200                  |
| 4                     | Katie Ormerod         | GBR                   | 3610                  |
| 5                     | Enni Rukajärvi        | FIN                   | 3160                  |
| 6                     | Chloe Kim             | USA                   | 3000                  |
| 7                     | Zoi Sadowski-Synnott  | NZL                   | 2510                  |
| 8                     | Kelly Clark           | USA                   | 2500                  |
| 9                     | Liu Jiayu             | CHN                   | 2500                  |
| 10                    | Hailey Langland       | CHN                   | 2500                  |

| Slopestyle (SBS) | Slopestyle (SBS)     | Slopestyle (SBS) | Slopestyle (SBS) |
| #                | Naam                 | Land             | Punten           |
| ---------------- | -------------------- | ---------------- | ---------------- |
| 1                | Jamie Anderson       | USA              | 2415             |
| 2                | Julia Marino         | USA              | 2215             |
| 3                | Anna Gasser          | AUT              | 2200             |
| 4                | Enni Rukajärvi       | FIN              | 2000             |
| 5                | Aimee Fuller         | GBR              | 1648,5           |
| 6                | Zoi Sadowski-Synnott | NZL              | 1620             |
| 7                | Sina Candrian        | SUI              | 1530             |
| 8                | Brooke Voigt         | CAN              | 1485             |
| 9                | Laurie Blouin        | CAN              | 1430             |
| 10               | Silje Norendal       | NOR              | 1230             |

| Parallelslalom (PSL) | Parallelslalom (PSL)       | Parallelslalom (PSL) | Parallelslalom (PSL) |
| #                    | Naam                       | Land                 | Punten               |
| -------------------- | -------------------------- | -------------------- | -------------------- |
| 1                    | Daniela Ulbing             | AUT                  | 2300                 |
| 2                    | Ester Ledecká              | CZE                  | 2060                 |
| 3                    | Sabine Schöffmann          | AUT                  | 2000                 |
| 4                    | Michelle Dekker            | NED                  | 1226                 |
| 5                    | Julie Zogg                 | SUI                  | 1130                 |
| 6                    | Nadya Ochner               | ITA                  | 1040                 |
| 7                    | Ramona Theresia Hofmeister | GER                  | 970                  |
| 8                    | Julia Dujmovits            | AUT                  | 890                  |
| 9                    | Claudia Riegler            | AUT                  | 860                  |
| 10                   | Ina Meschik                | AUT                  | 830                  |

| Big Air (BA) | Big Air (BA)     | Big Air (BA) | Big Air (BA) |
| #            | Naam             | Land         | Punten       |
| ------------ | ---------------- | ------------ | ------------ |
| 1            | Anna Gasser      | AUT          | 4800         |
| 2            | Katie Ormerod    | GBR          | 3350         |
| 3            | Julia Marino     | USA          | 2250         |
| 4            | Klaudia Medlová  | SVK          | 1880         |
| 5            | Jamie Anderson   | USA          | 1810         |
| 6            | Miyabi Onitsuka  | JPN          | 1650         |
| 7            | Cheryl Maas      | NED          | 1350         |
| 8            | Hailey Langland  | USA          | 1300         |
| 9            | Šárka Pančochová | CZE          | 1220         |
| 10           | Aimee Fuller     | GBR          | 1210         |

| Snowboardcross (SBX) | Snowboardcross (SBX) | Snowboardcross (SBX) | Snowboardcross (SBX) |
| #                    | Naam                 | Land                 | Punten               |
| -------------------- | -------------------- | -------------------- | -------------------- |
| 1                    | Eva Samková          | CZE                  | 5170                 |
| 2                    | Michela Moioli       | ITA                  | 4490                 |
| 3                    | Belle Brockhoff      | AUS                  | 4060                 |
| 4                    | Chloé Trespeuch      | FRA                  | 3740                 |
| 5                    | Lindsey Jacobellis   | USA                  | 3220                 |
| 6                    | Charlotte Bankes     | FRA                  | 3090                 |
| 7                    | Nelly Moenne-Loccoz  | FRA                  | 2780                 |
| 8                    | Aleksandra Jekova    | BUL                  | 2380                 |
| 9                    | Faye Gulini          | USA                  | 1670                 |
| 10                   | Carle Brenneman      | CAN                  | 1450                 |

| Parallelreuzenslalom (PGS) | Parallelreuzenslalom (PGS) | Parallelreuzenslalom (PGS) | Parallelreuzenslalom (PGS) |
| #                          | Naam                       | Land                       | Punten                     |
| -------------------------- | -------------------------- | -------------------------- | -------------------------- |
| 1                          | Alena Zavarzina            | RUS                        | 3900                       |
| 2                          | Patrizia Kummer            | SUI                        | 3460                       |
| 3                          | Ester Ledecká              | CZE                        | 2800                       |
| 4                          | Ina Meschik                | AUT                        | 2430                       |
| 5                          | Tomoka Takeuchi            | JPN                        | 2420                       |
| 6                          | Julia Dujmovits            | AUT                        | 2280                       |
| 7                          | Ramona Theresia Hofmeister | GER                        | 2080                       |
| 8                          | Claudia Riegler            | AUT                        | 2050                       |
| 9                          | Jekaterina Toedegesjeva    | RUS                        | 1830                       |
| 10                         | Carolin Langenhorst        | GER                        | 1600                       |

| Halfpipe (HP) | Halfpipe (HP)    | Halfpipe (HP) | Halfpipe (HP) |
| #             | Naam             | Land          | Punten        |
| ------------- | ---------------- | ------------- | ------------- |
| 1             | Chloe Kim        | USA           | 3000          |
| 2             | Kelly Clark      | USA           | 2500          |
| 3             | Liu Jiayu        | CHN           | 2500          |
| 4             | Cai Xuetong      | CHN           | 1960          |
| 5             | Haruna Matsumoto | JPN           | 1450          |
| 6             | Arielle Gold     | USA           | 1380          |
| 7             | Hannah Teter     | USA           | 1000          |
| 8             | Mirabelle Thovex | FRA           | 970           |
| 9             | Kurumi Imai      | JPN           | 950           |
| 10            | Hikaru Oe        | JPN           | 920           |

## Uitzendrechten
- Canada: CBC Sports[1]
- Duitsland: ARD/ZDF[2]
- Finland: Yle
- Nederland: Eurosport
- Noorwegen: NRK
- Zweden: SVT[3][4]
- Zwitserland: SRG SSR[5]